# Rockwell XFV-12
Rockwell XFV-12 là một loại máy bay tiêm kích siêu âm của hải quân được chế tạo vào năm 1977. Chỉ có duy nhất một mẫu thử được chế tạo. Thiết kế XFV-12 là một nỗ lực kết hợp tên lửa AIM-7 Sparrow và vận tốc Mach 2 của F-4 Phantom II vào một máy bay tiêm kích VTOL (cất hạ cánh thẳng đứng), loại tiêm kích này sẽ được trang bị cho các tàu kiểm soát mặt nước nhỏ đang được nghiên cứu vào thời gian đó. Ý tưởng của nó giống với loại tiêm kích dưới âm Hawker Siddeley Harrier. Tuy nhiên, các thử nghiệm cho thấy nó không tạo đủ lực đẩy khi cất hạ cánh thẳng đứng, do đó đề án này bị hủy bỏ.

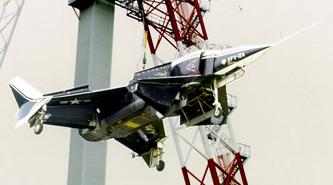
XFV-12A trong một cuộc thử nghiệm bay tại Viện nghiên cứu tác động động học Langley.

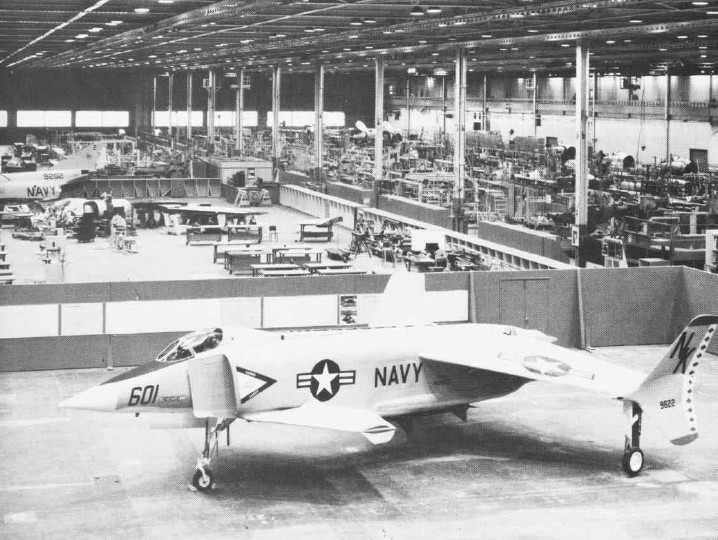
Mô hình XFV-12A tại nhà máy North American, Columbus, Ohio, 1973.

## Tính năng kỹ chiến thuật
Dữ liệu tham khảo từ Globalsecurity.org 

### Đặc điểm riêng
- Tổ lái: 1
- Chiều dài: 43 ft 10 in (13,4 m)
- Sải cánh: 28 ft 6 in (8,7 m)
- Trọng lượng rỗng: 13.800 lb (6.259 kg)
- Trọng lượng có tải: 19.500 lb (8.850 kg)
- Trọng lượng cất cánh tối đa: 24.250 lb (11.000 kg)
- Động cơ: 1 động cơ tuabin quạt trong đốt tăng lực Pratt & Whitney F401-PW-400

### Hiệu suất bay
- Vận tốc cực đại: Mach 2,2–2,.4
- Lực đẩy/trọng lượng: 1,5

### Vũ khí
- 1 pháo M61 Vulcan 20 mm, 639 viên đạn
- 2 tên lửa AIM-7 Sparrow và 2 tên lửa AIM-9L Sidewinder hoặc 4 tên lửa AIM-7

### Máy bay có sự phát triển liên quan
- Douglas A-4 Skyhawk
- McDonnell F-4 Phantom II

### Máy bay có tính năng tương đương
- McDonnell Douglas AV-8B Harrier II
- Dassault Mirage IIIV
- Hawker Siddeley P.1154
- VFW VAK 191B
- Lockheed XV-4 Hummingbird
- Yakovlev Yak-141

### Danh sách thêm
- Danh sách máy bay tiêm kích
- Danh sách máy bay quân sự của Hoa Kỳ
- Danh sách máy bay VTOL